# Prefectura de Altái
Altái (en mongol: Алтай, romanizado: Altai; en chino, 阿勒泰; pinyin, Ālēitài) es una prefectura bajo la administración directa de la Región autónoma de Sinkiang, República Popular China. Su área es de 117 709 km² y su población total para 2010 superó los 600 mil habitantes.

## Administración
la prefectura de Altái está conformada de 7 localidades que se administran en 1 ciudad suburbana y 6 condados rurales.
- Ciudad Altái  阿勒泰市
- Condado Burqin 布尔津县
- Condado Fuyun 富蕴县
- Condado Fuhai 福海县
- Condado Habahe 哈巴河县
- Condado Qinggil 清河县
- Condado Jeminay 吉木乃县

-La ciudad de Beitun geográficamente se encuentra en esta prefectura, pero funciona como un enclave, ya que se administra bajo el control de la Región autónoma de Sinkiang.

## Clima
La región de Altái se encuentra en el interior de Eurasia, en una latitud alta con un clima frío continental templado típico. Se caracteriza por veranos calurosos y secos e inviernos muy fríos. En las zonas llanas hay poca precipitación, alta evaporación y grandes diferencias de temperatura entre el día y la noche. Hay muchos monzones durante todo el año. La temperatura media anual es de 0,7 °C, la temperatura mínima extrema es de -51,5 °C y la temperatura máxima extrema es de 42,2 °C. La precipitación media anual en la zona de la llanura es de 131 a 223 mm, la evaporación anual es de 1367 a 2066 mm, el período libre de heladas es de 123 a 152 días y las horas de sol anuales son de 2829 a 3045 horas.
| Parámetros climáticos promedio de Altái (1971−2000) | Parámetros climáticos promedio de Altái (1971−2000) | Parámetros climáticos promedio de Altái (1971−2000) | Parámetros climáticos promedio de Altái (1971−2000) | Parámetros climáticos promedio de Altái (1971−2000) | Parámetros climáticos promedio de Altái (1971−2000) | Parámetros climáticos promedio de Altái (1971−2000) | Parámetros climáticos promedio de Altái (1971−2000) | Parámetros climáticos promedio de Altái (1971−2000) | Parámetros climáticos promedio de Altái (1971−2000) | Parámetros climáticos promedio de Altái (1971−2000) | Parámetros climáticos promedio de Altái (1971−2000) | Parámetros climáticos promedio de Altái (1971−2000) | Parámetros climáticos promedio de Altái (1971−2000) |
| Mes                                                 | Ene.                                                | Feb.                                                | Mar.                                                | Abr.                                                | May.                                                | Jun.                                                | Jul.                                                | Ago.                                                | Sep.                                                | Oct.                                                | Nov.                                                | Dic.                                                | Anual                                               |
| --------------------------------------------------- | --------------------------------------------------- | --------------------------------------------------- | --------------------------------------------------- | --------------------------------------------------- | --------------------------------------------------- | --------------------------------------------------- | --------------------------------------------------- | --------------------------------------------------- | --------------------------------------------------- | --------------------------------------------------- | --------------------------------------------------- | --------------------------------------------------- | --------------------------------------------------- |
| Temp. máx. media (°C)                               | −9.4                                                | −6.8                                                | 0.0                                                 | 14.0                                                | 21.7                                                | 26.5                                                | 28.2                                                | 26.8                                                | 21.1                                                | 12.1                                                | 0.8                                                 | −6.9                                                | 10.7                                                |
| Temp. mín. media (°C)                               | −21.0                                               | −19.1                                               | −11.3                                               | 2.2                                                 | 8.7                                                 | 13.3                                                | 15.1                                                | 13.4                                                | 7.9                                                 | 1.0                                                 | −9.1                                                | −17.5                                               | −1.4                                                |
| Precipitación total (mm)                            | 12.5                                                | 9.1                                                 | 8.7                                                 | 13.1                                                | 16.6                                                | 15.7                                                | 25.8                                                | 16.1                                                | 15.6                                                | 15.0                                                | 22.3                                                | 20.8                                                | 191.3                                               |
| Días de precipitaciones (≥ 0.1 mm)                  | 7.4                                                 | 6.7                                                 | 5.8                                                 | 5.8                                                 | 6.6                                                 | 6.8                                                 | 7.9                                                 | 6.5                                                 | 6.0                                                 | 5.9                                                 | 8.5                                                 | 9.9                                                 | 83.8                                                |
| Horas de sol                                        | 163.6                                               | 182.4                                               | 247.7                                               | 281.9                                               | 325.4                                               | 338.2                                               | 343.5                                               | 326.6                                               | 278.6                                               | 220.8                                               | 153.5                                               | 131.1                                               | 2993.3                                              |
| Humedad relativa (%)                                | 74                                                  | 73                                                  | 71                                                  | 48                                                  | 43                                                  | 48                                                  | 52                                                  | 49                                                  | 49                                                  | 54                                                  | 68                                                  | 75                                                  | 58.7                                                |
| Fuente: China Meteorological Administration         |                                                     |                                                     |                                                     |                                                     |                                                     |                                                     |                                                     |                                                     |                                                     |                                                     |                                                     |                                                     |                                                     |